# Assevent

Assevent este o comună în departamentul Nord, Franța. În 1 ianuarie 2022 avea o populație de 1.782 de locuitori.